# Emirado da Transjordânia
O Emirado da Transjordânia (em árabe: إمارة شرق الأردن; romaniz.: Imārat Sharq al-ʾUrdun) foi um antigo território do Império Otomano incorporado no Mandato Britânico da Palestina em 1921 na forma de uma divisão política autônoma governada por Saíde Abdullah ibne Huceine. A criação do território foi formalizada com a adição, em agosto de 1922, de uma cláusula à carta que regia o Mandato para a Palestina. Geograficamente, a Transjordânia era equivalente ao reino da Jordânia durante o período que foi de 1942 a 1965 (fronteiras um pouco diferentes das atuais), e permaneceu - ao menos nominalmente - sob os auspícios da Liga das Nações e da administração britânica até a sua independência, em 1928.

## Domínio otomano
Durante o domínio do Império Otomano a Transjordânia não correspondia a qualquer divisão política, cultural ou histórica anterior - embora a maior parte de seu território pertencesse ao vilaiete da Síria, e uma seção estrategicamente importante ao sul, com saída para o mar Vermelho, pertencesse às províncias de Ma'an e Ácaba, no vilaiete do Hejaz. Os habitantes do norte da Jordânia foram associados tradicionalmente com a Síria, enquanto aqueles do sul do território eram mais associados à Arábia e os habitantes do oeste com os distritos administrativos a oeste do rio Jordão.
Com a criação da ferrovia do Hejaz, no entanto, o Império Otomano começou a reformular a disposição interna do território. Historicamente, a região pertenceu a diversos impérios, entre os quais o babilônico, assírio, aquemênida, macedônico (selêucida), ptolomaico, romano, bizantino, sassânida, além do otomano, e incorporou partes dos antigos reinos de Israel e Judá, Hauran, Edom, Judeia nabateia, Moabe, Canaã e o Reino de Jerusalém, dos cruzados.

## Mandato britânico
A administração britânica em Jerusalém tinha autoridade apenas sobre a área a oeste do Jordão, enquanto a área a leste do rio era administrada pelo representante britânico em Ma'an, capitão Alec Kirkbride, até a chegada, em novembro de 1920, de Abdullah. O Mandato para a Palestina, embora especificasse ações a serem tomadas apoiando a imigração judaica e o status político destes imigrantes, afirmava que, no território a leste do rio Jordão, a Grã-Bretanha não poderia "adiar ou prorrogar" aqueles artigos do Mandato relacionados a um Lar Nacional Judeu.
Em agosto de 1922 o governo britânico apresentou um memorando à Liga das Nações afirmando que a Transjordânia seria excluída de todas as provisões relacionadas à colonização judaica; o memorando foi aprovado pela Liga no dia 12 do mesmo mês, e a partir de então o Reino Unido administrou a parte a oeste do Jordão como Palestina, e a parte a leste do rio como Transjordânia. Tecnicamente ambos faziam parte do mesmo mandato, porém a maior parte dos documentos oficiais referia-se a eles como dois mandatos separados. Em maio de 1923 a Transjordânia recebeu algum grau de independência com a ascensão de Abdullah ao trono e Harry St. John Philby como seu principal representante.
A Transjordânia permaneceu sob controle britânico até a conclusão do primeiro tratado anglo-jordaniano, em 1928, quando tornou-se independente nominalmente - embora a Grã-Bretanha ainda mantivesse ampla presença militar, tivesse o controle dos assuntos exteriores e mantivesse o controle financeiro sobre o reino. Isto provocou insatisfação entre os jordanianos, que realizaram uma conferência nacional em 25 de julho do mesmo ano, a primeira de seu gênero, para examinar os artigos do tratado e adotar um plano de ação política visando atingir suas exigências por um Estado totalmente soberano e independente.

## Independência
O emir haxemita Abdullah, filho mais velho do aliado árabe histórico dos britânicos, o xerife Huceine de Meca, subiu ao trono da Transjordânia. A Grã-Bretanha reconheceu oficialmente a Transjordânia como um Estado em 15 de maio de 1923, e gradualmente abriu mão de seu controle, limitando sua administração a assuntos relacionados à economia, às forças armadas e à política externa. A medida teve um forte impacto no sionismo revisionista, que procurava estabelecer um Estado judeu em ambas as margens do Jordão, e acabou por separar efetivamente a Transjordânia da Palestina, reduzindo assim consideravelmente a área na qual um futuro Estado judaico na região poderia ser estabelecido. Em março de 1946, sob o Tratado de Londres, a Transjordânia se tornou um reino, e em 25 de maio do mesmo ano o seu parlamento proclamou o emir um rei, mudando oficialmente o nome do país de Emirado da Transjordânia para Reino Haxemita da Transjordânia. Após capturar a região da 'Margem Ocidental' da Cisjordânia durante a guerra de 1948-49 contra Israel, Abdullah assumiu o título de Rei da Jordânia, e mudou oficialmente o nome do país para Reino Haxemita da Jordânia em abril de 1949. No ano seguinte anexou totalmente a Cisjordânia.